# Toshio Murashige
Toshio Murashige est un professeur émérite de l'Université de Californie à Riverside en biologie végétale.
Il a une renommée mondiale pour ses efforts à concevoir avec Folke Skoog un milieu de culture amélioré destiné aux tissus de plante, mieux connu sous le nom de milieu Murashige et Skoog (milieu MS),,.